# 北河 (汉水支流)
北河，是中国长江流域汉水水系的一条河流，汇入汉水中游。河长103千米，流域面积1212平方千米，多年平均流量16立方米每秒。自然落差1212米。水能理论蕴藏量2万千瓦。